# St. Veit (Altenthann)

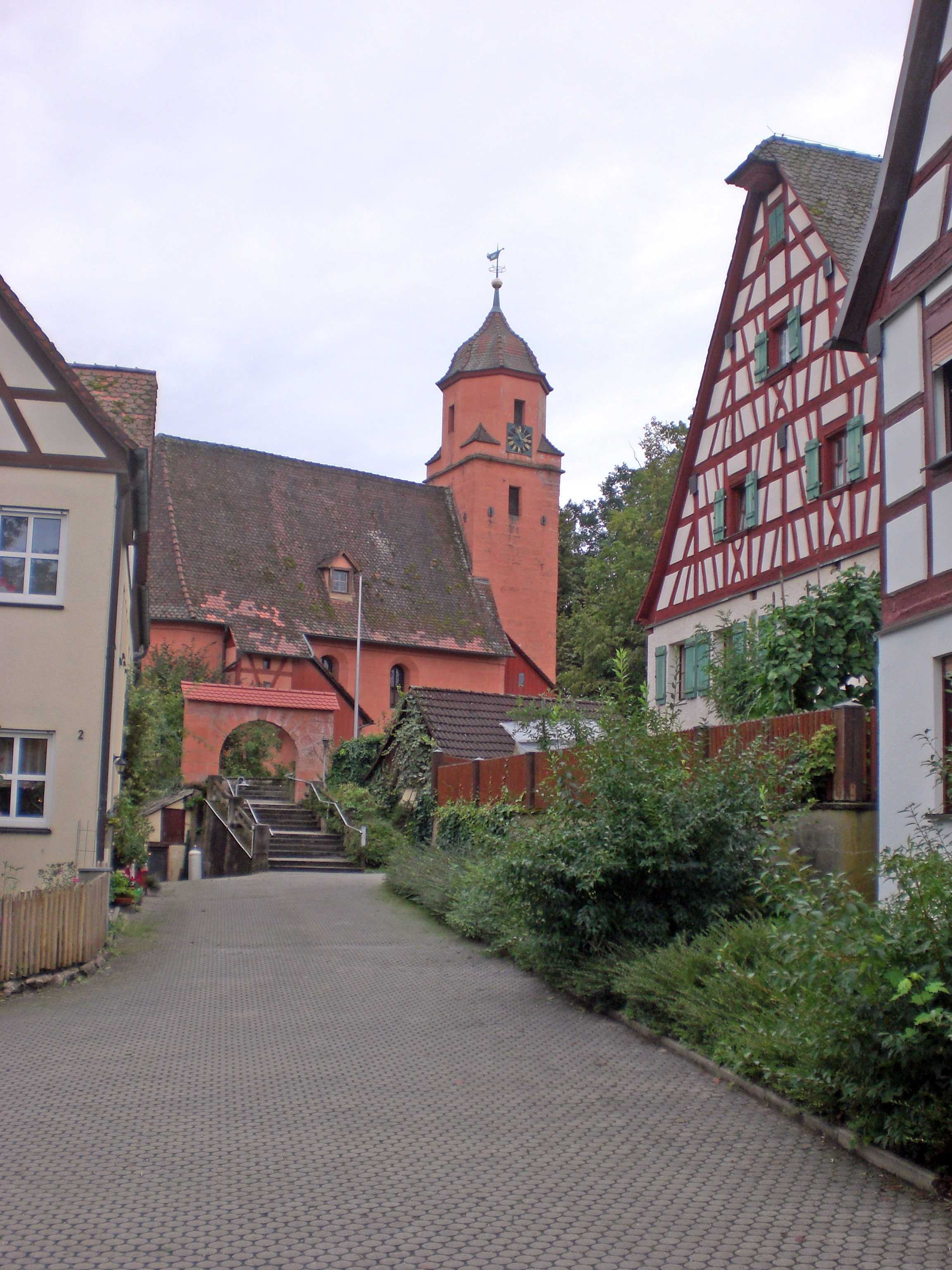
Die Kirche St. Veit in Altenthann

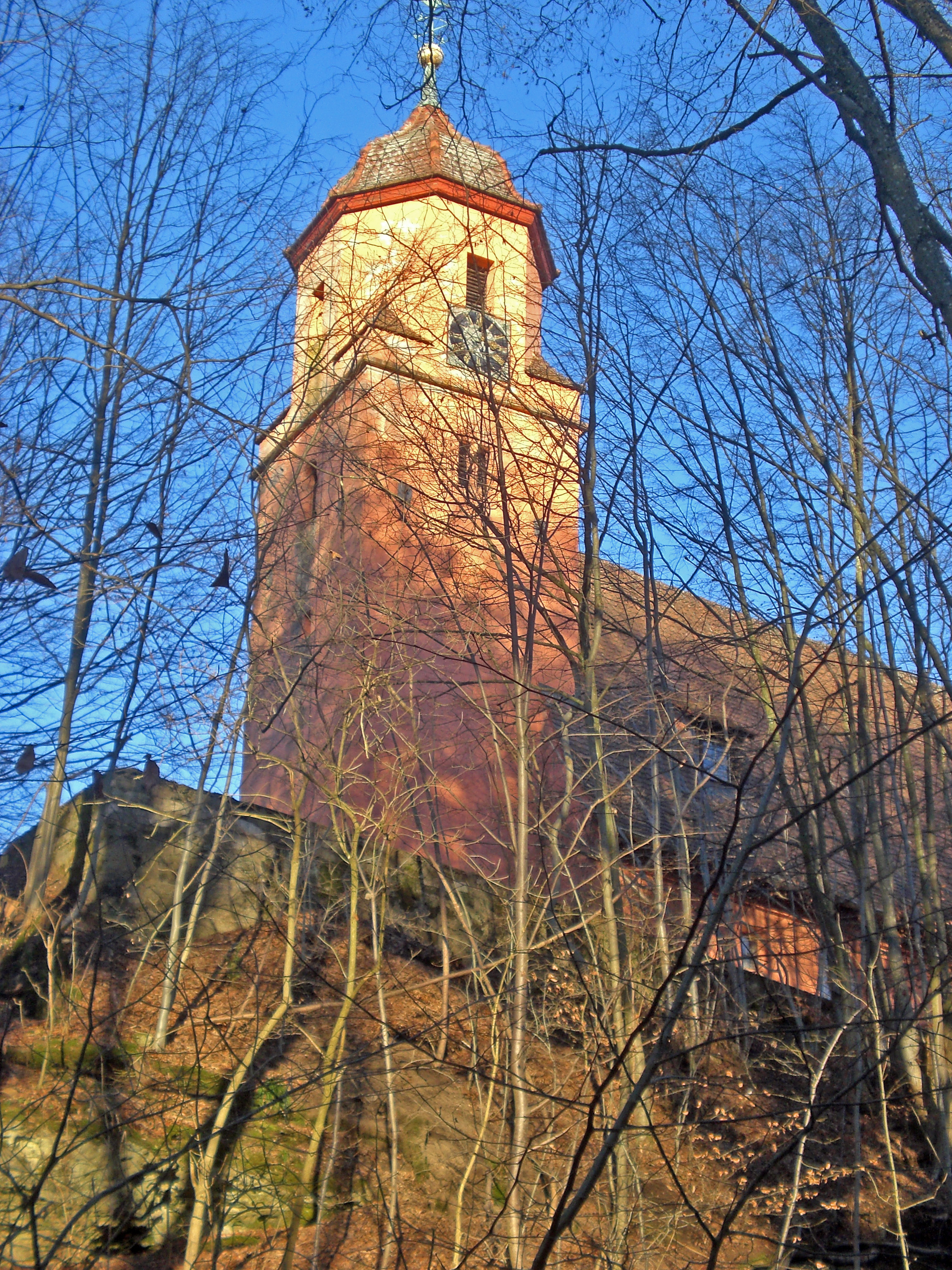
Die Kirche St. Veit in Altenthann (2024)

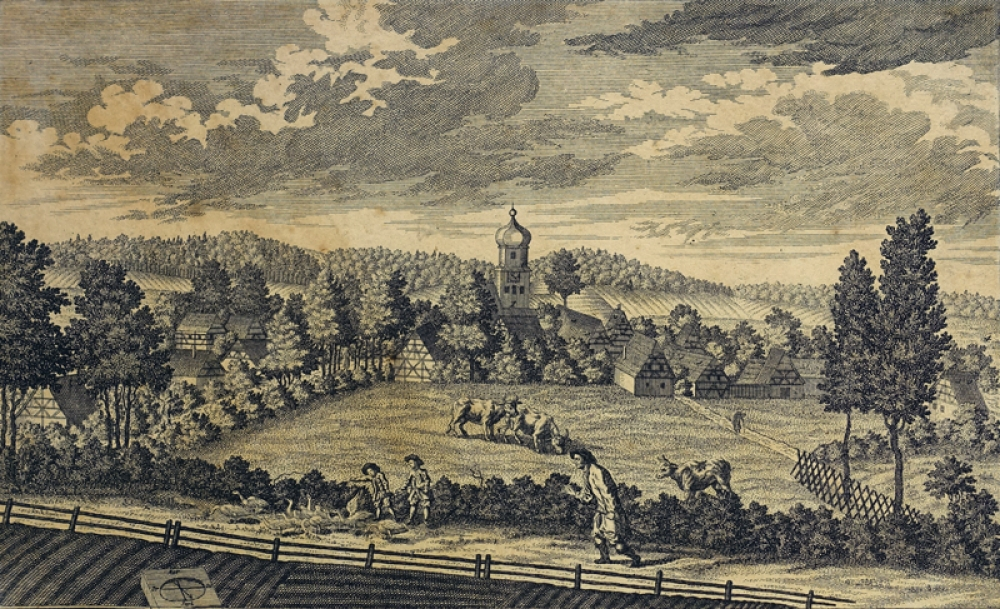
Altenthann um 1760 mit der Kirche St. Veit, Kupferstich von Christoph Melchior Roth

Die Kirche St. Veit ist eine evangelische Kirche in Altenthann, einem Gemeindeteil der mittelfränkischen Gemeinde Schwarzenbruck.
Die Kirche wurde auf dem Grund der abgebrochenen Burg Altenthann errichtet.
Die im Terrakottaton gestrichene Kirche befindet sich oberhalb der Rhätsandsteinschlucht Thanngraben und ist umgeben von Fachwerkhäusern. Der Sakralbau prägt als höchstes Gebäude des Dorfes das Orts- und Landschaftsbild von Altenthann, wie der Kupferstich von Christoph Melchior Roth anschaulich zeigt. Die evangelische Pfarrkirche St. Veit ist von einem sichtbaren Befestigungsgraben umgeben. Der ursprüngliche Name St. Nikolaus deutet auf die ehemalige Nikolauskapelle hin, die auf dem Burgfelsen errichtet wurde. Die erste urkundliche Erwähnung mit dem heutigen Namen St. Veit stammt aus dem Jahre 1464. Den beiden Namenspatronen Nikolaus von Myra und Veit sind eine hölzerne Figur und ein Glasbild im Innenraum der Kirche gewidmet. Das Glasgemälde stammt aus der ersten Hälfte des 14. Jahrhunderts und stellt den heiligen Veit dar. Die Holzfigur symbolisiert den heiligen Nikolaus und entstand um 1500. Im 17. Jahrhundert schlugen zwei Blitze in die kleine Kirche ein und ein anschließender Brand beschädigte das Sakralgebäude derart stark, dass die Kirche 1697 im Barockstil wieder aufgebaut wurde. Der viereckige Westturm weist ein achteckiges Kranzgeschoss mit geschweifter Haube, eine sogenannten Welsche Haube, auf. Der Kirchturm zeichnet sich durch eine geringe Höhe im Verhältnis zum Langhausdach aus. Die Saalkirche ist mit einem Holztonnendach und Emporen in warmen Ockertönen an den Seiten ausgestattet. Der Altar und die Kanzel wurden in der Zeit um 1700 gefertigt. Das Altarbild zeigt die vier Evangelisten: Matthäus, Markus, Lukas und Johannes. Der Sockel des Altars, die sogenannte Predella stammt aus dem frühen 16. Jahrhundert.
Die Kirche St. Veit wurde im Jahre 1995 wieder im barocken Stil restauriert und der Gestaltung von 1697 entsprechend angepasst.
Die Kirche war Filiale von Altdorf und erhielt 1610 einen eigenen Pfarrer. Bis zum Jahr 2000 besaß die Familie Grundherr noch das Patronsrecht. Mit der Schirmherrschaft war ein Mitspracherecht bei der Auswahl des Pfarrers verbunden und die Pflicht für den Erhalt der Kirche (Kirchenbaulast) zu sorgen.
Die Kirche ist ein geschütztes Baudenkmal und liegt am Fränkischen Jakobsweg.